# ぴっぴら帳
『ぴっぴら帳』（ぴっぴらノート）は、こうの史代による日本の漫画。1997年から2004年にかけて、『まんがタウン』（双葉社）にて連載された。セキセイインコの「ぴっぴらさん」と商店街の食堂に勤める女性「玉村キミ子」の毎日を描いた4コマ漫画。毎月4ページ、足掛け7年間連載され、2010年現在作者の最長連載作品となっている。

## 沿革
2009年、本作の文庫版を刊行。
2017年、内容は同じであるが、サイズを大判のA5判に変更した新装版が刊行される。『この世界の片隅に』の映画で主題歌を担当したコトリンゴが帯にコメントを寄せた。
2022年2月、こうの作品の新装版をコアミックスから刊行することを発表。新装版の連続刊行企画の最後の作品として、同年7月に本作の新装版が発売となった。

## 作風
他の動物漫画が可愛さを前面に押し出したタッチで描かれているのに対し、本作で描かれる小鳥たちは実物に近い姿であり、ぴっぴらさんの習性や仕草も非常にリアルに描かれている。

## 主な登場人物
玉村キミ子
主人公。広島県出身の19歳（初登場時）。商店街の「いのうえ食堂」に勤める。
買い物帰りにセキセイインコのぴっぴらさんを保護し、飼い主を探し当てたが既に懐かれていたために結局一緒に暮らすことになる。
経済状態は良いとはいえず、木造の老朽化したアパートに住んでおり、風呂が無いため銭湯に通っている。家計が苦しい時は野草を食料にした程。
酒癖が悪く、酔った時はあたり構わずにプロレス技をかけて人に怪我を負わせることがある。土地柄広島カープのファン。
名前の由来は「卵」「黄身」。
ぴっぴらさん
白ハルクイン種のセキセイインコ。オス。迷子になっていたところをキミ子に保護される。
好奇心旺盛で簾やビニール袋をかじるのが好き。力はけっこう強いが運動神経は悪く、飛ぶよりもむしろ歩いたり、人の服に止まったりしている。
人には懐きやすい一方、他のセキセイインコや小鳥は苦手で追いかけられ、逃げ回ることが多い。
なにかに驚くと体を細めてぎょろぎょろしたり、「ビビビ」という鳴き声を発する。芸が多彩。
おやじさん
キミ子の働く「いのうえ食堂」の店主。手先が器用で奇妙な工作品を作るのが趣味。
おかみさん
キミ子の働く「いのうえ食堂」の奥さん。絵を描くのがとても上手。
串田かつみ
20歳（初登場時）。短大生であったが後に卒業し就職する。ぴっぴらさんの元の飼い主で、初めは「ぴっぴらちゃん」と呼んでいた。
キミ子の勤める食堂までぴっぴらさんを引き取りに着た時に親しくなり、一緒に出かけたり、アパートにもよく遊びに行くようになる。
ぴっぴらさんが居ない間にジャンボセキセイのジャンボさんを飼い始めたが手を焼いている。
ショートヘアのボーイッシュ風でなかなかの二枚目。男性と間違われたこともある。名前の由来は「串カツ」。
ジャンボさん
黄色と緑のジャンボセキセイインコ。メス。ぴっぴらさんが居ない間にかつみに飼われるようになる。
名前に違わず体格はセキセイインコとしては大型の部類に入るらしく、肩で重さを感じる程。わがままでナルシストな性格。
インコにもかかわらずモノローグで語る場面が多い（他の鳥では同じような場面は無い）。
神田綱吉
21歳（初登場時）。大学生。叔母が営むペットショップも手伝っている。重度の近眼で眼鏡をかけている。
キミ子に小鳥の飼い方のアドバイスしていくうちに好意を持たれる。愛称は「ツナさん」。
キミ子の実家の犬（アレキサンドラ）に非常によく似ている。名前の由来は「ツナ缶」。単行本のおまけ漫画で、キミ子と結婚した姿が描かれていた。
かな子さん
赤色のローラーカナリア。カナリアにしては物静か。
ツナさんが溺れている所を保護、初めは飼い主を探していたが愛着が湧き飼う事となった。
大食漢で1回の食事量は食欲が低下している状態でもぴっぴらさんの3日分はある。
歌はうまくないどころか、綱吉に「これほんまにカナリアか?」と言われたほど。綱吉が一旦実家に帰ったときに、キミ子に預けられた。
鹿島景紀
かつみの従兄の塾講師。ぴっぴらさんの母親であるちっちらさんの飼い主。
昔は相当荒れていた。その名残で警官の目を逃れようとしたり、悪趣味なプレゼントを贈ったりする。
塾の生徒たちに難解な漢字を教えることも。名前の由来は「菓子」「ケーキ」。
ちっちらさん
黄色のセキセイインコでぴっぴらさんの母親。攻撃的な性格。
鳥かごの隅でふて腐れている。ぴっぴらさんの最も苦手とする存在。その訳は、まだ雛だったころのぴっぴらさんを、ぴっぴらさんが寝ている途中につまみあげたから。

## 制作背景
作者のこうのは本作の執筆当時、インコを飼育していた。こうのは「インコと暮らすシアワセを誰かに伝えたくて」と考えて、本作を執筆したという。

## 書誌情報
- こうの史代『ぴっぴら帳』双葉社〈アクションコミックス〉、全2巻
  1. 2000年7月12日発売[7]、ISBN 4-575-93700-2
  2. 完結編 2004年4月28日発売[8]、ISBN 4-575-93890-4
- こうの史代『ぴっぴら帳』双葉社〈コミック文庫〉、全2巻
  1. 2009年1月22日発売[3]、ISBN 978-4-575-72697-8
  2. 2009年1月22日発売[9]、ISBN 978-4-575-72698-5
- こうの史代『ぴっぴら帳 新装版』双葉社〈アクションコミックス〉、全2巻
  1. 前編 2017年11月8日発売[2][4]、ISBN 978-4-575-94514-0
  2. 後編 2017年11月8日発売[2][10]、ISBN 978-4-575-94515-7
- こうの史代『ぴっぴら帳【新装版】』コアミックス〈ゼノンコミックスDX〉、全2巻
  1. 上巻 2022年7月20日発売[1]、ISBN 978-4-86720-375-0
  2. 下巻 2022年7月20日発売[1]、ISBN 978-4-86720-376-7